# Coeliccia megumii
Coeliccia megumii är en trollsländeart som beskrevs av Syoziro Asahina 1984. Coeliccia megumii ingår i släktet Coeliccia och familjen flodflicksländor. IUCN kategoriserar arten globalt som otillräckligt studerad. Inga underarter finns listade i Catalogue of Life.